# Bielorrússia nos Jogos Olímpicos de Inverno de 2006

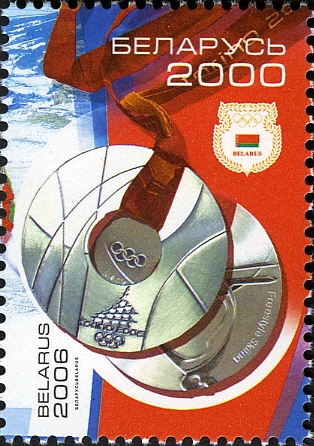
Selo bielorusso de 2006 em comemoração ao ganho da medalha de prata no esqui estilo livre masculino

A Bielorrússia mandou 28 competidores para os Jogos Olímpicos de Inverno de 2006, em Turim, na Itália. A delegação conquistou uma medalha de prata com o esquiador Dmitri Dashinski.

## Medalhas
| Atleta           | Esporte            | Evento            | Medalha |
| ---------------- | ------------------ | ----------------- | ------- |
| Dmitri Dashinski | Esqui estilo livre | Aerials masculino | Prata   |

## Desempenho

### Biatlo
| Atleta                                                          | Evento                    | Final     | Final | Final |
| Atleta                                                          | Evento                    | Tempo     | Pen.  | Pos.  |
| --------------------------------------------------------------- | ------------------------- | --------- | ----- | ----- |
| Ludmilla Ananko                                                 | Velocidade feminino       | 224:36.1  | 1     | 42    |
| Ludmilla Ananko                                                 | Perseguição feminino      | DNF       | DNF   | DNF   |
| Vladimir Dratchev                                               | Velocidade masculino      | 29:48.3   | 3     | 63    |
| Vladimir Dratchev                                               | Individual masculino      | 59:59.5   | 4     | 43    |
| Ekaterina Ivanova                                               | Velocidade feminino       | 24:30.8   | 4     | 37    |
| Ekaterina Ivanova                                               | Perseguição feminino      | 42:15.50  | 11    | 29    |
| Ekaterina Ivanova                                               | Individual feminino       | 56:09.7   | 6     | 44    |
| Olga Nazarova                                                   | Velocidade feminino       | 22:53.2   | 0     | 8     |
| Olga Nazarova                                                   | Perseguição feminino      | 39:09.70  | 3     | 7     |
| Olga Nazarova                                                   | Largada coletiva feminina | 41:50.5   | 1     | 6     |
| Olga Nazarova                                                   | Individual feminino       | 51:59.6   | 2     | 7     |
| Sergei Novikov                                                  | Velocidade masculino      | 28:18.5   | 1     | 32    |
| Sergei Novikov                                                  | Perseguição masculino     | 38:49.61  | 4     | 30    |
| Sergei Novikov                                                  | Individual masculino      | 58:02.6   | 3     | 24    |
| Oleg Ryzhenkov                                                  | Velocidade masculino      | 28:15.9   | 1     | 29    |
| Oleg Ryzhenkov                                                  | Perseguição masculino     | 38:37.83  | 5     | 27    |
| Alexandre Syman                                                 | Individual masculino      | 1:03:31.4 | 7     | 71    |
| Rustam Valiullin                                                | Velocidade masculino      | 28:08.4   | 2     | 24    |
| Rustam Valiullin                                                | Perseguição masculino     | 38:32.74  | 5     | 26    |
| Rustam Valiullin                                                | Individual masculino      | 1:00:04.1 | 5     | 46    |
| Ksenia Zikounkova                                               | Individual feminino       | 1:02:17.5 | 8     | 76    |
| Olena Zubrilova                                                 | Velocidade feminino       | 22:40.5   | 0     | 5     |
| Olena Zubrilova                                                 | Perseguição feminino      | 41:42.91  | 8     | 25    |
| Olena Zubrilova                                                 | Largada coletiva feminina | 43:12.3   | 4     | 16    |
| Olena Zubrilova                                                 | Individual feminino       | 52:55.6   | 1     | 14    |
| Alexandre Syman Sergei Novikov Rustam Valiullin Oleg Ryzhenkov  | Revezamento masculino     | 1:25:04.1 | 16    | 11    |
| Ekaterina Ivanova Olga Nazarova Ludmilla Ananko Olena Zubrilova | Revezamento feminino      | 1:19:19.6 | 8     | 4     |

### Esqui cross-country
| Atleta                                                                                  | Evento                           | Preliminares | Preliminares | Quartas     | Quartas     | Semifinal   | Semifinal   | Final       | Final |
| Atleta                                                                                  | Evento                           | Total        | Pos.         | Total       | Pos.        | Total       | Pos.        | Total       | Pos.  |
| --------------------------------------------------------------------------------------- | -------------------------------- | ------------ | ------------ | ----------- | ----------- | ----------- | ----------- | ----------- | ----- |
| Sergei Dolidovich                                                                       | Largada coletiva masculina       |              |              |             |             |             |             | 2:06:22.4   | 12    |
| Ludmila Korolik Shablouskaya                                                            | Clássico feminino                |              |              |             |             |             |             | 30:23.6     | 30    |
| Ludmila Korolik Shablouskaya                                                            | Perseguição combinada feminina   |              |              |             |             |             |             | 47:07.2     | 44    |
| Ludmila Korolik Shablouskaya                                                            | Largada coletiva feminina        |              |              |             |             |             |             | 1:27:44.4   | 26    |
| Alexander Lasutkin                                                                      | Clássico masculino               |              |              |             |             |             |             | 39:35.3     | 15    |
| Alexander Lasutkin                                                                      | Largada coletiva masculina       |              |              |             |             |             |             | 2:08:40.4   | 40    |
| Alexander Lasutkin                                                                      | Velocidade individual masculino  | 2:25.79      | 52           | Não avançou | Não avançou | Não avançou | Não avançou | Não avançou | 52    |
| Viktoria Lopatina                                                                       | Largada coletiva feminina        |              |              |             |             |             |             | 1:31:47.3   | 21    |
| Viktoria Lopatina                                                                       | Velocidade individual feminino   | 2:16.36      | 16 Q         | 2:24.8      | 5           | Não avançou | Não avançou | Não avançou | 21    |
| Ekaterina Rudakova Bulauka                                                              | Perseguição combinada feminina   |              |              |             |             |             |             | 48:09.2     | 49    |
| Ekaterina Rudakova Bulauka                                                              | Velocidade individual feminino   | 2:23.19      | 51           | Não avançou | Não avançou | Não avançou | Não avançou | Não avançou | 21    |
| Alena Sannikova                                                                         | Clássico feminino                |              |              |             |             |             |             | 30:15.1     | 29    |
| Alena Sannikova                                                                         | Perseguição combinada feminina   |              |              |             |             |             |             | 47:05.6     | 43    |
| Alena Sannikova                                                                         | Largada coletiva feminina        |              |              |             |             |             |             | 1:29:30.4   | 35    |
| Olga Vasiljonok                                                                         | Perseguição combinada feminina   |              |              |             |             |             |             | 48:20.4     | 51    |
| Olga Vasiljonok                                                                         | Largada coletiva feminina        |              |              |             |             |             |             | 1:29:22.8   | 34    |
| Sergei Dolidovich Alexander Lasutkin                                                    | Velocidade por equipes masculino | 2:25.79      | 52           | Não avançou | Não avançou | Não avançou | Não avançou | Não avançou | 52    |
| Alena Sannikova Ludmila Korolik Shablouskaya Ekaterina Rudakova Bulauka Olga Vasiljonok | Revezamento feminino             |              |              |             |             |             |             | 48:20.4     | 51    |

### Esqui estilo livre
| Atleta           | Evento            | Preliminar | Preliminar | Final       | Final            |
| Atleta           | Evento            | Pontos     | Pos.       | Pontos      | Pos.             |
| ---------------- | ----------------- | ---------- | ---------- | ----------- | ---------------- |
| Dmitri Dashinski | Aerials masculino | 249.34     | 2 Q        | 248.68      | Medalha de prata |
| Alexei Grishin   | Aerials masculino | 242.87     | 4 Q        | 245.18      | 4                |
| Anton Kushnir    | Aerials masculino | 226.33     | 10 Q       | 227.66      | 8                |
| Dmitri Rak       | Aerials masculino | 172.47     | 24         | Não avançou | Não avançou      |
| Assol Slivets    | Aerials feminino  | 163.20     | 11 Q       | 177.75      | 5                |
| Alla Tsuper      | Aerials feminino  | 168.99     | 8 Q        | 137.84      | 10               |

### Patinação artística
| Atleta         | Evento               | Programa curto | Programa curto | Programa longo | Programa longo | Total  | Total |
| Atleta         | Evento               | Pontos         | Pos.           | Pontos         | Pos.           | Pontos | Pos.  |
| -------------- | -------------------- | -------------- | -------------- | -------------- | -------------- | ------ | ----- |
| Sergei Davydov | Individual masculino | 64.65          | 14 Q           | 119.94         | 16             | 184.59 | 15    |

### Patinação de velocidade
Individual
| Atleta             | Evento          | 1ª corrida | 1ª corrida | 2ª corrida | 2ª corrida | Final   | Final |
| Atleta             | Evento          | Tempo      | Pos.       | Tempo      | Pos.       | Tempo   | Pos.  |
| ------------------ | --------------- | ---------- | ---------- | ---------- | ---------- | ------- | ----- |
| Svetlana Radkevich | 500 m feminino  | 40.45      | 29         | 39.91      | 26         | 1:20.36 | 27    |
| Svetlana Radkevich | 1000 m feminino |            |            |            |            | 1:20.11 | 33    |

### Patinação de velocidade em pista curta
| Atleta         | Evento           | Preliminar | Preliminar | Quartas     | Quartas     | Semifinal   | Semifinal   | Final       | Final |
| Atleta         | Evento           | Tempo      | Pos.       | Tempo       | Pos.        | Tempo       | Pos.        | Tempo       | Pos.  |
| -------------- | ---------------- | ---------- | ---------- | ----------- | ----------- | ----------- | ----------- | ----------- | ----- |
| Julia Elsakova | 500 m masculino  | 47.726     | 3          | Não avançou | Não avançou | Não avançou | Não avançou | Não avançou | 20    |
| Julia Elsakova | 1000 m masculino | 1:36.885   | 3          | Não avançou | Não avançou | Não avançou | Não avançou | Não avançou | 17    |
| Julia Elsakova | 1500 m masculino | 2:33.564   | 22         | Não avançou | Não avançou | Não avançou | Não avançou | Não avançou | 22    |

### Salto de esqui
| Atleta          | Evento                  | Preliminar | Preliminar | 1ª rodada   | 1ª rodada   | Final       | Final       | Final |
| Atleta          | Evento                  | Pontos     | Pos.       | Pontos      | Pos.        | Pontos      | Total       | Pos.  |
| --------------- | ----------------------- | ---------- | ---------- | ----------- | ----------- | ----------- | ----------- | ----- |
| Maksim Anisimov | Pista normal individual | 108.0      | 28 Q       | 110.5       | 33          | Não avançou | Não avançou | 33    |
| Maksim Anisimov | Pista longa individual  | 68.6       | 36         | Não avançou | Não avançou | Não avançou | Não avançou | 36    |
| Petr Chaadaev   | Pista normal individual | 95.5       | 45         | Não avançou | Não avançou | Não avançou | Não avançou | 45    |
| Petr Chaadaev   | Pista longa individual  | DSQ        | DSQ        | DSQ         | DSQ         | DSQ         | DSQ         | DSQ   |

Legenda
| Recorde mundial      | Recorde mundial (World record)               |                       | Recorde africano                      | Recorde africano (African) |                                           | Q | Classificado por posição (Qualified) |
| Recorde olímpico     | Recorde olímpico (Olympic record)            | Recorde da América    | Recorde da América (Americas)         | q                          | Classificado por melhor tempo (Qualified) |   |                                      |
| Melhor marca do ano  | Melhor marca do ano (World leading)          | Recorde asiático      | Recorde asiático (Asian)              | DNS                        | Não largou (Did not start)                |   |                                      |
| Recorde nacional     | Recorde nacional (National record)           | Recorde europeu       | Recorde europeu (European)            | DNF                        | Não terminou (Did not finish)             |   |                                      |
| Recorde pessoal      | Recorde pessoal do atleta (Personal best)    | Recorde da Oceania    | Recorde da Oceania (Oceania)          | DSQ / DQ                   | Desclassificado (Disqualified)            |   |                                      |
| Recorde da temporada | Recorde da temporada do atleta (Season best) | Recorde sul-americano | Recorde sul-americano (South America) | NM                         | Sem marca (No mark)                       |   |                                      |